# 魔法使いアキット
魔法使いアキット（まほうつかいアキット、1988年1月31日 - ）は、長野県出身のマジシャン。肩書きはマジカル・アーティスト。本名、橋本憂。トゥインクル・コーポレーション所属。

## 概要
10代から長野県を拠点に活動。マジックやイリュージョン以外にも、ジャグリング、パントマイム、バルーンアート、サンドパフォーマンスなど多様なジャンルの芸を得意とする。これらを駆使したストリートパフォーマンスを行い、2016年1月頃には長野駅周辺で見せた「透明な犬」がSNSやテレビ、ネットで話題となった。2015年からは東京を中心に舞台公演やマジック教室などの単独ライブを定期的に開催しているほか、全国各地のイベントにゲスト出演もしている。2014-2015年の1年間ほどは「魔法使いアッキー」名義で活動していた。マジックショーでの合言葉は「不思議だね」。
2018年2月に公式ファンクラブ「AKIWAメンバーズ」が発足した。オリジナル会員証や会報誌、バースデーカード、チケット先行販売、限定イベント、限定コンテンツなどの特典がある。会報誌「WAWAWA」では、過去にTwitCasting内で行っていた視聴者投稿コーナー「奇跡のショット」が復活している。

## 人物
- 「大人になるって魔法が解けてゆくこと、でも魔法が使えるようになること、魔法よどうかとけないで」と語る。
- 情報番組「スッキリ」での取材に対し「いつあらわれるかわからない幸せな瞬間」「小さい幸せのタネがいっぱいまけたらなと思うのでサプライズの一つだと思います」と語っている。
- 温厚で優しく、滅多に怒らない。
- 子どもが大好きで、何に興味があって何にワクワクするのか、子ども達の気持ちや見ているものがわかる。
- 方向音痴、機械音痴でもある。
- 高所恐怖症
- 道具の準備や作業で徹夜になることもしばしば、4日間は寝なくても平気。
- 変なもの、不思議なもの、面白いもの、変わったものが好き。
- 好物はカレー（基本的になんでも食べる。大盛り）。ファンからはカレー好きがこうじて「カレー王子」と呼ばれることもある。また、ファンからご当地のレトルトカレーをプレゼントされることもある。プレゼントされたカレーはレトルトカレー専用の棚に置いている。
- 苦手なものは生物と虫。特に虫は大の苦手。
- “長野曲げ”と呼ばれるスプーン曲げの第一人者、綾小路鶴太郎の影響で幼少期からスプーン曲げが得意。

## メディア出演
- エンタメSaturday（2019年4月 - 、TBSラジオ） - コーナー『魔法使いアキットのマジカルラジオ』レギュラー出演[7]

### 過去の出演
- 5LDK（2009年、フジテレビ）
- ぶらり途中下車の旅（2010年、日本テレビ）
- はなまるマーケット（2011年、TBSテレビ）
- メレンゲの気持ち（2012年、日本テレビ）
- Let's 天才てれびくん（2014年、NHK Eテレ）
- 情報プレゼンター とくダネ!（2016年、フジテレビ）
- みんなのニュース（2016年、フジテレビ）
- おはスタ（2016年、テレビ東京）
- スッキリ!!（2016年、日本テレビ）
- Oha!4 NEWS LIVE（2016年、日本テレビ）
- news every.（2016年、日本テレビ）
- 朝の!さんぽ道（2017年、テレビ東京）
- ずくだせテレビ（2018年、信越放送）
- マママーノ（2018年、Dlife）
- エンタメExpress（2017年1月 -2019年3月 、TBSラジオ） - コーナー『魔法使いアキットのマジカルラジオ』[8]

## 主な定期公演・自主イベント
| タイトル                                                           | サブタイトル                                 | 場所                  | 日程                             | 注釈      |
| ------------------------------------------------------------------ | -------------------------------------------- | --------------------- | -------------------------------- | --------- |
| Special Magic Night『魔法使いの頭の中』                            |                                              | 東京                  | 2014年11月                       | [ 注 1 ]  |
| Special Magic Live『魔法使いの頭の中』                             | 雪の降る音                                   | 東京                  | 2015年1月                        | [ 注 2 ]  |
| Special Magic Live『魔法使いの頭の中』                             | 手品師のうしろ                               | 東京                  | 2015年3-4月                      | [ 注 3 ]  |
| Special Magic Live『魔法使いの頭の中』                             | 輪                                           | 東京                  | 2015年5月                        | [ 注 4 ]  |
| Special Magic Live『魔法使いの頭の中』                             | 蝶のはばたき                                 | 東京                  | 2015年7月                        | [ 注 5 ]  |
| Special Magic Live『魔法使いの頭の中』                             | 見えないトモダチ                             | 東京                  | 2015年10月                       | [ 注 6 ]  |
| Special Magic Live『魔法使いの頭の中』                             | サンタのひみつ                               | 東京                  | 2015年12月                       | [ 注 7 ]  |
| Special Magic Live『魔法使いの頭の中』                             | 生まれた理由                                 | 東京                  | 2016年4月                        | [ 注 8 ]  |
| Special Magic Live『魔法使いの頭の中』                             | ワールドお祭りツアー                         | 東京                  | 2016年6月                        | [ 注 9 ]  |
| STORY MAGIC LIVE『魔法使いの頭の中』                               | 輪なコト（リメイク公演）                     | 東京                  | 2016年8月                        | [ 注 10 ] |
| STORY MAGIC LIVE『魔法使いの頭の中』                               | 願いが叶う季節                               | 東京                  | 2016年12月                       | [ 注 11 ] |
| STORY MAGIC LIVE『魔法使いの頭の中』                               | ワールドお祭りツアー2                        | 東京                  | 2017年2月                        | [ 注 12 ] |
| STORY MAGIC LIVE『魔法使いの頭の中』                               | Mr.グレーの描く謎                            | 東京                  | 2017年6月                        | [ 注 13 ] |
| STORY MAGIC LIVE『魔法使いの頭の中』                               | 蝶がとんだ日                                 | 東京                  | 2017年8月                        | [ 注 14 ] |
| STORY MAGIC LIVE『魔法使いの頭の中』                               | レインボーン・ハロウィーン                   | 東京                  | 2017年10月                       | [ 注 15 ] |
| STORY MAGIC LIVE『魔法使いの頭の中』                               | 願いの叶う季節（リメイク公演）               | 東京 大阪             | 2017年12月- 2018年1月            | [ 注 16 ] |
| STORY MAGIC LIVE『魔法使いの頭の中』                               | with ミュージシャンズ - 蝶がとんだ日         | 長野                  | 2018年5月                        | [ 注 17 ] |
| STORY MAGIC LIVE『魔法使いの頭の中』                               | 夕暮れの空色                                 | 東京 大阪             | 2018年6-7月                      | [ 注 18 ] |
| STORY MAGIC LIVE『魔法使いの頭の中』                               | 陰陽師                                       | 東京 大阪             | 2018年9-10月                     | [ 注 19 ] |
| STORY MAGIC LIVE『魔法使いの頭の中』                               | 雪の降る音（リメイク公演）                   | 東京 大阪             | 2018年12月- 2019年1月            | [ 注 20 ] |
| STORY MAGIC LIVE『魔法使いの頭の中』                               | ワールドお祭りツアー（リメイク公演）         | 東京 大阪             | 2019年6-7月                      | [ 注 21 ] |
| STORY MAGIC LIVE『魔法使いの頭の中』                               | 透明標本コレクション                         | 東京 大阪             | 2019年10月                       | [ 注 22 ] |
| STORY MAGIC LIVE『魔法使いの頭の中』                               | 眠らない博物館                               | 東京 大阪             | 2020年1月                        | [ 注 23 ] |
| STORY MAGIC LIVE『魔法使いの頭の中』                               | 輪なコト（リメイク公演）                     | 東京 大阪             | 2020年6月(延期) 2020年10月(中止) | [ 注 24 ] |
| STORY MAGIC LIVE『魔法使いの頭の中』                               | 願いの叶う季節（リメイク公演）               | 東京                  | 2020年12月(中止)                 | [ 注 25 ] |
| マジック教室『ヒミツの魔法学校』                                   |                                              | 横浜                  | 2015年2月                        | [ 注 26 ] |
| マジック教室『ヒミツの魔法学校』                                   | 友達にはナイショだよ                         | 東京                  | 2015年9月                        | [ 注 27 ] |
| マジック教室『ヒミツの魔法学校』                                   | CSアキット博士の天体観測                     | 東京                  | 2016年2月                        | [ 注 28 ] |
| マジック教室『ヒミツの魔法学校』                                   | へんてこハロウィンの研究                     | 東京                  | 2016年10月                       | [ 注 29 ] |
| スペシャルマジック教室『ヒミツの魔法研究所』                       | 昔々の恐竜の謎                               | 東京 名古屋 札幌 大阪 | 2017年4-5月                      | [ 注 30 ] |
| スペシャルマジック教室『ヒミツの魔法研究所』                       | サイキック・ミステリー                       | 東京 大阪 名古屋 福岡 | 2018年3-4月                      | [ 注 31 ] |
| スペシャルマジック教室『ヒミツの魔法研究所』                       | 目撃！超常現象の謎                           | 東京 大阪 名古屋 福島 | 2019年3-4月                      | [ 注 32 ] |
| 魔法の1ページ                                                      | in 金沢                                      | 石川                  | 2018年7月                        | [ 注 33 ] |
| 魔法の1ページ                                                      | in 姫路キャスパホール                        | 兵庫                  | 2018年7月                        | [ 注 34 ] |
| 魔法の1ページ                                                      | in 香住区中央公民館                          | 兵庫                  | 2018年12月                       | [ 注 35 ] |
| 魔法の1ページ                                                      | in 岐阜                                      | 岐阜                  | 2019年8月                        | [ 注 36 ] |
| 魔法の1ページ IN シネマイクスピアリ                                | アイスクリームZ                              | 浦安                  | 2018年8月                        | [ 注 37 ] |
| テーブルマジックライブ in シネマイクスピアリ                       | カードの国の王子様                           | 浦安                  | 2019年8月                        | [ 注 38 ] |
| マジカルパーティー                                                 | お祭りレストランの思い出                     | 東京                  | 2016年8月                        | [ 注 39 ] |
| マジカルパーティー                                                 | in 大阪                                      | 池田                  | 2017年5月                        | [ 注 40 ] |
| マジカルパーティー                                                 | with MUSICIANS                               | 仙台 米沢 山形        | 2017年11月                       | [ 注 41 ] |
| Magical Party (ファンクラブ会員限定)                               | in 姫路                                      | 姫路                  | 2018年7月                        |           |
| Magical Party (ファンクラブ会員限定)                               | in 大阪 〜単独ライブ「陰陽師」の裏話〜       | 大阪                  | 2018年10月                       | [ 注 42 ] |
| Magical Party (ファンクラブ会員限定)                               | in 渋谷 〜アキットハロウィーンの裏話〜       | 渋谷                  | 2018年10月                       | [ 注 43 ] |
| Magical Party (ファンクラブ会員限定)                               | in 長野 〜陰陽師とハロウィーンパーティ！？〜 | 長野                  | 2018年10月                       | [ 注 44 ] |
| Magical Party (ファンクラブ会員限定)                               | in 大阪 魔法使いの頭の中 〜陰陽師〜 上映会   | 大阪                  | 2019年10月                       | [ 注 45 ] |
| Magical Party (ファンクラブ会員限定)                               | in 秋葉原 AKITTO HALLOWEEN 2019              | 秋葉原                | 2019年10月                       | [ 注 46 ] |
| MAGICAL上映会 (ファンクラブ会員限定)                               | in 上田                                      | 長野                  | 2018年8月                        | [ 注 47 ] |
| AKIWAメンバーズ限定・テーブルマジックライブ (ファンクラブ会員限定) | ハロウィーンの気配                           | 山形                  | 2019年9月                        | [ 注 48 ] |
| テーブルマジックライブ                                             | 呪われたカードの国                           | 大阪 長野 埼玉        | 2021年5-7月                      | [ 注 49 ] |
| マジカル・カウントダウン・パーティー                               | 2016年の魔法&上田映劇100周年                 | 上田                  | 2016年12月                       | [ 注 50 ] |
| マジカル・カウントダウン・パーティー                               | 2017-2018                                    | 浦安                  | 2017年12月                       | [ 注 51 ] |
| マジカル・カウントダウン・パーティー                               | 2018-2019                                    | 浦安                  | 2018年12月                       | [ 注 52 ] |
| マジカル・カウントダウン・パーティー                               | 2019-2020                                    | 浦安                  | 2019年12月                       | [ 注 53 ] |
| 『魔法使いアキットと行く！アキットツーリスト』                     | マジカルぶらり旅 in 鬼怒川                   | 栃木                  | 2017年12月                       | [ 注 54 ] |
| 『魔法使いアキットと行く！アキットツーリスト』                     | 2018 - in 房総半島                           | 千葉                  | 2018年11月                       | [ 注 55 ] |
| 『魔法使いアキットと行く！アキットツーリスト』                     | 2019 - in 伊豆半島                           | 静岡                  | 2019年11月                       | [ 注 56 ] |